# Shch-307
Le Shch-307 (russe : Щ-307)   est un ancien sous-marin d'attaque conventionnel de la marine soviétique de la Seconde Guerre mondiale de la série V-bis2 de classe Chtchouka mis en service en 1935 dans la flotte de la Baltique et décommissionné en 1948. Il a participé aux campagnes de la mer Baltique. Le kiosque navire musée est exposé à  Moscou au musée militaire du mont Poklonnaïa.

## Service
| Date            | Navire             | Nationalité    | Tonnage | Type             |
| --------------- | ------------------ | -------------- | ------- | ---------------- |
| 10 août 1941    | U-144              | Reich allemand | 12297   | cargo (torpille) |
| 26 octobre 1942 | Betty H.           | Finlande       | 2478    | Cargo (torpille) |
| 16 janvier 1945 | Henrietta Schultze | Reich allemand | 1923    | Cargo (torpille) |
| Total :         | Total :            | Total :        | 4 715   |                  |

Le 6 mars 1945, "Shch-307" a reçu l'Ordre du drapeau rouge et son commandant M. Kalinin a reçu l'étoile du héros de l'Union soviétique.
Il a été retiré du service le 23 avril 1948 et le 16 mai 1949, il a été rebaptisé PZS-5. Le 8 avril 1957 a été exclu de la liste des navires. Le 7 mai 1957, il a été démantelé à Liepaja.

## Préservation
Jusqu'en 1994, le kiosque du "Shch-307" a servi de mémorial sur le territoire de la base sous-marine de Liepaja, après quoi il a été transporté à Moscou, où il est exposé au musée militaire du mont Poklonnaïa.